# N40 (Demokratische Republik Kongo)
Die N40 ist eine Fernstraße in der Demokratischen Republik Kongo, die in Mwene-Ditu an der Ausfahrt der N1 beginnt und in Kananga an der Ausfahrt der N1 endet. Sie ist 245 Kilometer lang.